# Cecilia Wentworth
Cecilia Elizabeth Wentworth, gelegentlich de Wentworth (* 1853 in New York; † 28. August 1933 in Nizza, Département Alpes-Maritimes) war eine amerikanisch-französische Malerin, bekannt für ihre Porträts.

## Leben
Wentworth stammte aus einer konservativen katholischen Familie; geboren wurde sie als Cecilia Elizabeth Smith. Ihre Schulzeit absolvierte sie am Lyzeum des Convent of the Sacred Heart in Manhattan (Upper East Side).
Mit 33 Jahren reiste Wentworth 1886 nach Paris, um an der École des Beaux-Arts (EBA) bei Alexandre Cabanel und Jean Baptiste Édouard Detaille zu studieren. 1894 betraute man sie an der EBA mit einem kleinen Lehrauftrag in der Zeichenklasse für Damen.
Um 1888 machte sie anlässlich einer Ausstellung in Paris die Bekanntschaft ihres Landsmanns Josiah Winslow Wentworth aus Brooklyn und heiratete ihn bald darauf. 1889 wurde sie eingeladen, an einer Ausstellung des Salon de Paris teilzunehmen und dabei firmierte sie bereits unter Mme C. E. Wentworth. Bis 1920 nahm Wentworth regelmäßig an Ausstellungen in Paris teil; man konnte ihre Werke aber auch in Tours und Lille sehen.
Nach dem Ersten Weltkrieg hatte sich der Kunstgeschmack geändert und sie konnte an ihre Vorkriegserfolge nicht mehr anknüpfen. Als 1931 ihr Ehemann starb, gab Wentworth ihre Wohnung samt Atelier in Paris (18. Arrondissement) auf und ließ sich in Nizza nieder.
Sie starb 1933 im Städtischen Krankenhaus und fand in Nizza auch ihre letzte Ruhestätte. Da sie völlig verarmt war, aber ihre Staatsbürgerschaft nie abgelegt hatte, kam die US-Botschaft in Paris für die Beerdigungskosten auf.

## Ehrungen
- 1900 Bronzemedaille der Weltausstellung in Paris für das Porträt von Papst Leo XIII.
- 1900 Grand Commandeur des Ritterordens vom Heiligen Grab zu Jerusalem
- 1900 Nobilitierung zur Marchesa de Wentworth durch Papst Leo XIII.
- 1901 Ritter der Ehrenlegion

## Werke (Auswahl)
Ölgemälde
- Prayer. 1891.
- Devotion of St. Anthony of Padua. 1892.
- La foi. 1893.
- Seated lady in white dress with hat and umbrella. 1899.
- The white lily. 1900.
- Portrait of Mlle H. 1913.

Porträts
- General Clarence Ransom Edwards.
- Politiker Paul Challemel-Lacour (Louvre)
- Erzbischof Michael Augustin Corrigan
- Präsident Theodore Roosevelt
- Präsident William Howard Taft
- Royal Consort Alexandra von Dänemark
- General John J. Pershing (Musée de l’histoire de France, Versailles)
- Papst Leo XIII. (Vatikanische Museen)